# Tabebuia striata
Tabebuia striata là một loài thực vật thuộc họ Bignoniaceae. Loài này có ở Colombia và Panama. Chúng hiện đang bị đe dọa vì mất môi trường sống.